# Henri Boerio
Henri Boerio (Sétif, Argelia, 13 de junio de 1925) fue un gimnasta artístico francés, especialista en la prueba de barra horizontal, con la que consiguió ser medallista de bronce olímpico en 1976.

## 1976
En los JJ. OO. de Montreal gana la medalla de bronce en el ejercicio de barra fija u horizontal, quedando situado en el podio tras los japoneses Mitsuo Tsukahara (oro) y Eizo Kenmotsu (plata), y empatado con el alemán Eberhard Gienger.[cita requerida]